# Planspiel Börse

Planspiel-Börse-Logo

Das Planspiel Börse ist ein europaweit von den Sparkassen organisiertes Planspiel. Es hat das Ziel, Schülern und Studenten die Funktionsweise der Börse näherzubringen.

## Geschichte
Das Börsenspiel wird seit 1983 durchgeführt. Im ersten Jahr nahmen über 4500 Teams teil und es konnten 73 Wertpapiere (Aktien und Optionsscheine) gehandelt werden, das Startkapital betrug 50.000 DM. Im Laufe der Jahre wurde das Startkapital auf 100.000 DM erhöht.
Seit 1999 gibt es auch im europäischen Ausland ähnliche Planspiele (Luxemburg, Frankreich, Italien und Schweden). Es werden zahlreiche Preise vergeben. Die Sieger werden meist in eine europäische Großstadt eingeladen. Seit 2008 gibt es bundesweit auch den Studentenwettbewerb. Bis 2010 haben über eine Million Teams mitgespielt.
Das Planspiel Börse hat sich mit rund 40.000 Teams pro Jahr (rund 35.000 Schülerteams und rund 5000 Studententeams) und insgesamt 140.000 Teilnehmern zu Europas größtem Börsenplanspiel entwickelt (Stand: 2016).

## Nachhaltigkeit
Bestimmte Wertpapiere werden anhand von mehreren Faktoren als Nachhaltig eingestuft und dementsprechend gekennzeichnet. Neben der Gesamtwertung gibt es auch eine Nachhaltigkeitswertung, in der nur die Ergebnisse des Handels mit diesen Wertpapieren berücksichtigt werden. Seit 2009 werden auch Teams prämiert, die mit nachhaltig orientierten Wertpapieren den größten Ertrag erzielen. Es gelten auch Ausschlusskriterien, so werden Unternehmen der Bereiche Alkohol, Tabak, Glücksspiel, Waffen, Atomkraft, Pornographie oder Gentechnik zum Beispiel nicht in den Index aufgenommen. Für den Nachhaltigkeitsschwerpunkt wurde das Planspiel Börse von der Deutschen UNESCO-Kommission als offizielles Projekt 2011/2012 der UN-Dekade „Bildung für nachhaltige Entwicklung“ ausgezeichnet.

## Ablauf
Zu Beginn des Börsenspiels stehen jedem Schülerteam, aus mindestens zwei und maximal acht Teilnehmern bestehend, 50.000 Euro und jedem Studententeam 100.000 Euro virtuelles Startkapital zur Verfügung, mit welchem mindestens drei Aufträge bis zum Spielende getätigt werden müssen. Auf ihr Depot können die Teilnehmenden mittels der Planspiel-Börse-Website oder über die Planspiel-Börse-App zugreifen. Ziel des Spiels ist es, den Depotwert durch geschicktes Handeln zu steigern.
Zum Handeln werden jedes Jahr 175 variierende Wertpapiere, hauptsächlich Aktien, aber auch Fonds sowie Anleihen zur Auswahl gestellt, mit denen die Teams handeln können. Die Depots werden mit Realtime-Kursen zu den gängigen Börsenzeiten aktualisiert. Ranglisten in der Depotgesamtbewertung und der Nachhaltigkeitsbewertung werden immer um 11 Uhr und 20 Uhr aktualisiert. Die teilnehmenden Teams können auf regionaler Ebene (Sparkasse und/oder Bundesland) sowie auf Bundesebene Preise gewinnen.
Das Planspiel beginnt jährlich Ende September / Anfang Oktober und endet Mitte Dezember. Die meisten Teams sind in der Gruppe Schüler und Studenten vertreten, vereinzelt nehmen auch Lehrer teil. Neben diesen Gruppen gibt es noch weitere Gruppen, wie zum Beispiel Auszubildende oder Mitarbeiter der Sparkassen.

## Regeln
- Eine Anmeldung ist nur über die regionale Sparkasse möglich.
- Nach der Anmeldung erfolgt die Freischaltung durch die Sparkasse und die Teilnehmer erhalten Zugang zu ihrem Depot mit virtuellem Startkapital.
- Bis zu 200 Wertpapiere stehen zur Auswahl, die über das Depot gehandelt werden können.
- Bei den Abrechnungen werden erst die Verkäufe und dann die Käufe ausgeführt.
- Aufträge, die unvollständig, nicht plausibel oder mangels Kapital nicht ausführbar sind, werden zurückgewiesen.
- In ein Wertpapier können maximal 20.000 Euro investiert werden.
- In ein Wertpapier können maximal 20 % des Gesamtdepotwerts investiert werden.
- Jedes Depot mit mehr als 500 Aufträgen wird disqualifiziert.
- Die Teilnehmer erhalten zur Spielmitte und zum Spielende Depotauszüge, weitere Zwischenbescheide werden jeweils zwei Wochen vor Spielmitte und Spielende erstellt.
- Wer bis zum vorletzten Tag um 10:45 Uhr keine drei umsatzrelevanten Wertpapieraufträge erteilt, wird disqualifiziert.
- Gewonnen haben die Teilnehmer, die zum Schluss den höchsten Depotwert oder den höchsten Ertrag mit nachhaltigen Wertpapieren erreicht haben.
- Der Depotinhalt muss zum Spielende nicht verkauft werden.
- Verbindlich für alle Teilnehmer sind die ausführlichen Spielregeln, die während des Spiels zur Verfügung stehen.

## Kritik
Das Planspiel Börse wird häufig kritisiert, weil es vorwiegend kurzfristige Anlageentscheidungen in den Mittelpunkt stellt und langfristige Anlagestrategien nur unzureichend berücksichtigt. Zudem besteht ein Interessenskonflikt, da Sparkassen als Veranstalter des Spiels ein Eigeninteresse daran haben, junge Menschen für ihre Finanzprodukte zu gewinnen. Dies kann dazu führen, dass im Planspiel vor allem Chancen von Börseninvestitionen betont werden, während Risiken, Kosten und langfristige Aspekte weniger transparent dargestellt werden. Insgesamt vermittelt das Planspiel somit eine vereinfachte und teils einseitige Sicht auf das Investieren.